# Фердинанд Циглауер фон Блументаль
Фердинанд Циглауер фон Блументаль (* 1829, Брунськ (на той час — Австрійська імперія) — † 30 липня 1906, Чернівці, Австро-Угорська імперія) — історик, педагог, двічі обирався ректором Чернівецького університету, Почесний громадянин Чернівців

## Біографія
Фердинанд Циглауер фон Блументаль народився 1829 року в місті Брунск (Австрія). 
1840 року почав навчатися в Інсбруцькій гімназії. Після закінчення в 1852 році гімназії, вступив на навчання до Віденського університету, де записався на історичний семінар (факультет). Після трьох років напруженого навчання його, разом з трьома іншими здібними студентами, зарахували до інституту досліджень австрійської історії.
Циглауер належав до першої генерації вчених-істориків, які отримали найвищу історичну освіту.
З 1856 року він — професор Академії права в Германштадті (нині Сібіу, Румунія), а з 1875 року — професор Чернівецького університету, кілька разів (1876–1877), (1899–1900) обирався ректором і деканом філософського факультету цього університету.
В 1900–1906 роках Циглауер — позаштатний професор.
До виходу на пенсію він викладав австрійську історію та керував семінаром. Читав спецкурс «Військова й переможна ера Австрії 1863–1693 років», досліджував історію Австрії, Угорщини, Трансільванії.

42 роки віддав Ф. Циглауер роботі в Чернівецькому університеті.
Буковині — останньому його об'єкту досліджень з історії, присвятив професор багато наукових публікацій.

Помер Ф.Циглауер 30 липня 1906 року вдома, в Чернівцях, по вул..Альбертіненгасе, 13 (нині вул. В.Сімовича).
Серед видатних людей Чернівців, які прийшли попрощатися з професором Циглауером, були: архієпископ В.Репта, бургомістр А.Кохановський, професор Теодор Тарнавський, декани професори Гаїна, Рошман, Смаль-Стоцький, Кляйнвехтер, посли австрійського парламенту Леон Розенцвайг та д-р барон Євдоксій Гурмузакі.

## Наукова діяльність
Ф. Циглауер представляв старше покоління університетських буковинознавців.
Його перу належать праці з історії Буковини:
- «Становище Буковини на час австрійської окупації» (1888, Чернівці)
- «Історичний нарис Буковини періоду австрійської військової адміністрації» (1893–1901, Чернівці).

У своїх працях Ф. Циглауер обґрунтовував право Австрії на Буковину, пропагував ідею цивілізаторської місії Австрійської монархії на приєднаних землях. Попри певну тенденційність, наукові праці Ф. Цинглауера й сьогодні залишаються цінними своїм багатим фактичним матеріалом, без якого сучасному досліднику історії Буковини останньої чверті XVIII — початку XIX століття обійтися важко.
У своїх численних наукових працях з семигородсько-угорської історії представлено дослідження її маловідомих сторінок.
Це — його дослідження про саксонських графів Гартенекк, про політичний реформаторський рух у Трансільванії за часів цісарів Йосифа ІІ та Леопольда ІІ, в яких описані вирішальні періоди австрійської історії, що знайшли своє відображення у крайовій (Буковинській) історії.
Праця «Звільнення Сходу від турецького панування» була одночасно його доробком до воєнної історії.

## Громадська діяльність
Професія викладача і дослідника зовсім не заважала Циглауеру займатися також і громадською діяльністю: 
Шість років він був громадським радником у м. Германштадт (нині Сібіу, Румунія), і понад двадцять років (з 1876) — громадським радником у м. Чернівці.
Тривалий час був членом цісарської і королівської крайової (Буковини) шкільної ради.

## Відзнаки та нагороди
Праці Циглауера забезпечили йому досить високе місце в колі австрійських істориків. 1884 року цісар Франц Йосиф надав професору Циглауеру титул радника двору, тим самим визнав заслуги його перед наукою і державою.
Громадська рада Чернівців, визнавши величезну заслугу професора Циглауера перед містом і
Буковинським краєм, надала йому звання Почесного громадянина Чернівців.